# Aglais flavotessellata
Aglais flavotessellata är en fjärilsart som beskrevs av Raynor 1909. Aglais flavotessellata ingår i släktet Aglais och familjen praktfjärilar. Inga underarter finns listade i Catalogue of Life.